# Rue Résal
La rue Résal est une voie du 13e arrondissement de Paris, en France.

## Situation et accès
La rue Résal est une voie publique située dans le 13e arrondissement de Paris. Elle débute au 19, rue Cantagrel et se termine au 44, rue du Dessous-des-Berges.

## Origine du nom
Elle porte le nom Jean Résal (1854-1919), ingénieur en chef des ponts et chaussées français.

## Historique
La rue Résal a pris sa dénomination en 1934 lors de son ouverture par l'Office public d'habitations de la Ville de Paris.